# Nupserha elongata
Nupserha elongata är en skalbaggsart som först beskrevs av Hermann Julius Kolbe 1893.  Nupserha elongata ingår i släktet Nupserha och familjen långhorningar.
Artens utbredningsområde är:
- Nigeria.
- Togo.

Inga underarter finns listade i Catalogue of Life.